# Retinoshiza
Retinoshiza je bolest oka karakterizirana abnormalnim cijepanjem neurosenzornih slojeva mrežnice, obično u vanjskom pleksiformnom sloju, rezultirajući gubitkom vida odgovarajućeg vidnog polja u nekim rijetkim oblicima. Češći oblici su obično asimptomatski.

## Klasifikacija
- Degenerativna retinoshiza
  - Tipična
  - Retikularna

- Nasljedna retinoshiza
  - X-povezana juvenilna retinoshiza
  - Familijarna fovealna retinoshiza

- Trakcijska retinoshiza

- Eksudativna retinoshiza
  - Sekundarno uz jamicu optičkog diska

## Degenerativna retinoshiza
Ovaj tip retinoshize veoma je učestao, s prevalencijom čak do 7 posto kod normalih ljudi. Uzrok mu je nepoznat. Nestručan promatrač lako je može zamijeniti s odignućem mrežnice, ali u težim slučajevima ih i stručnjak teško može razlikovati.
Takvo je razlikovanje neophodno jer odignuće mrežnice gotovo uvijek zahtijeva liječenje, dok retinoshiza sama po sebi ne zahtijeva liječenje i jer samo ponekad uzrokuje gubitak vida. Nažalost, ponekad se vide slučajevi retinoshiza bez komplikacija koje su liječene laserskom retinopeksijom ili kriopeksijom u namjeri da se spriječi progresija prema makuli. Takvi tretmani nisu samo nedjelotvorni, već i nepotrebno izlažu pacijenta riziku komplikacija. U literaturi nije opisan ni jedan slučaj degenerativne retinoshize koja je zahvatila foveu, same po sebi (za razliku od slučajeva kad je odignućemrežnice zakompliciralo retinoshizu, te zahvatilo i foveu). Nema praktične, kliničke koristi od razlikovanja tipične i retikularne retinoshize. Degenerativna retinoshiza nije genetski uvjetovano stanje.

## Nasljedna retinoshiza
Ovaj mnogo rjeđi oblik retinoshize zahvaća jednu osobu od 5 000-25 000 ljudi, prvenstveno mlade muškarce. "Schisis" dolazi iz grčkog jezika i znači „cijepanje“, opisujući tako cijepanje slojeva retine. Međutim "schisis" je dio riječi,a ispravan oblik koji traba rabiti je retinoshiza kao i termin iridoshiza kad se opisuje cijepanje šarenice. Ako retinoshiza zahvaća i makulu (žutu pjegu), izgubi se središnje, visoko osjetljivo područje vida za detalje, pa se radi o jednom obliku bolesti makule. Iako je od nekih opisivana kao degeneracija, pojam makularna degeneracija treba biti sačuvan za specifičan oblik “senilna makularna degeneracija”.
Retinoshiza može biti uzrokovana X-povezanim genetičkim defektom, pogađajući vid u muškaraca. Genetički defekt muškarac nasljedi od svoje majke koja je nositeljica defekta, ali ne ispoljava simptome. Genetski oblik ove bolesti najčešće započinje za vrijeme djetinjstva i zove se X-povezana juvenilna retinoshiza (XLRS) ili kongenitalna retinoshiza. Oboljeli muškarci najčešće se otkrivaju u osnovnoj školi ili već kao mala djeca.
Samo rijetko oboljeli posve oslijepe od retinoshize, dok neki oboljeli imaju pak veoma smanjenu vidnu oštrinu. Vidna oštrina može biti smanjena na manje od 10% na oba oka. Osobe oboljele od XLRS-a imaju povećan rizik od odvajanja retine i očnog krvarenja. 
Retinoshiza uzrokuje gubitak vidne oštrine u središtu vidnog polja kroz malenu cistu u mrežnici, često formirajući uzorak poput žbica kotača koji može biti veoma suptilan. Ciste najčešće zamijeti uvježban kliničar. Vid se ne može poboljšati naočalama jer je tim cistama oštećeno fino živčano tkivo mrežnice.
Američki National Eye Institute provodi klinička i genetička istraživanja o XLRS. 

## Trakcijska retinoshiza
Može se javiti u stanjima uzrokovana trakcijom mrežnice posebno makule. To se može dogoditi u:
- Sindromu vitreomakularne trakcije
- Proliferativnoj dijabetičkoj retinopatiji s vitreoretinalnom trakcijom
- Atipični slučajevi lebdeće makularne rupture

## Eksudativna retinoshiza
Retinoshiza koja uključuje centralni dio retine sekundarno, kao posljedica jamice optičkog diska, pogrešno je smatrana teškim odvajanjem retine, dok ju Lincoff nije ispravno opisao kao retinoshizu. Može uzrokovati značajan gubitak vida. Nakon postavljanaj dijagnoze treba jedno vrijeme pratiti stanje oka, jer je moguć i spontani oporavak. Ne dođe li do spontanog oporavka niti poboljšanja vida, korisno je učiniti laserski tretman mrežnice uz temporalni rub optičkog diska, a ponekad je djelotvorna i vitrektomija uz ubrizgavanje plina u staklovinski prostor, te i držanje glave u položaju prema dolje tokom nekoliko tjedana nakon operacije.